# Aubergine frite

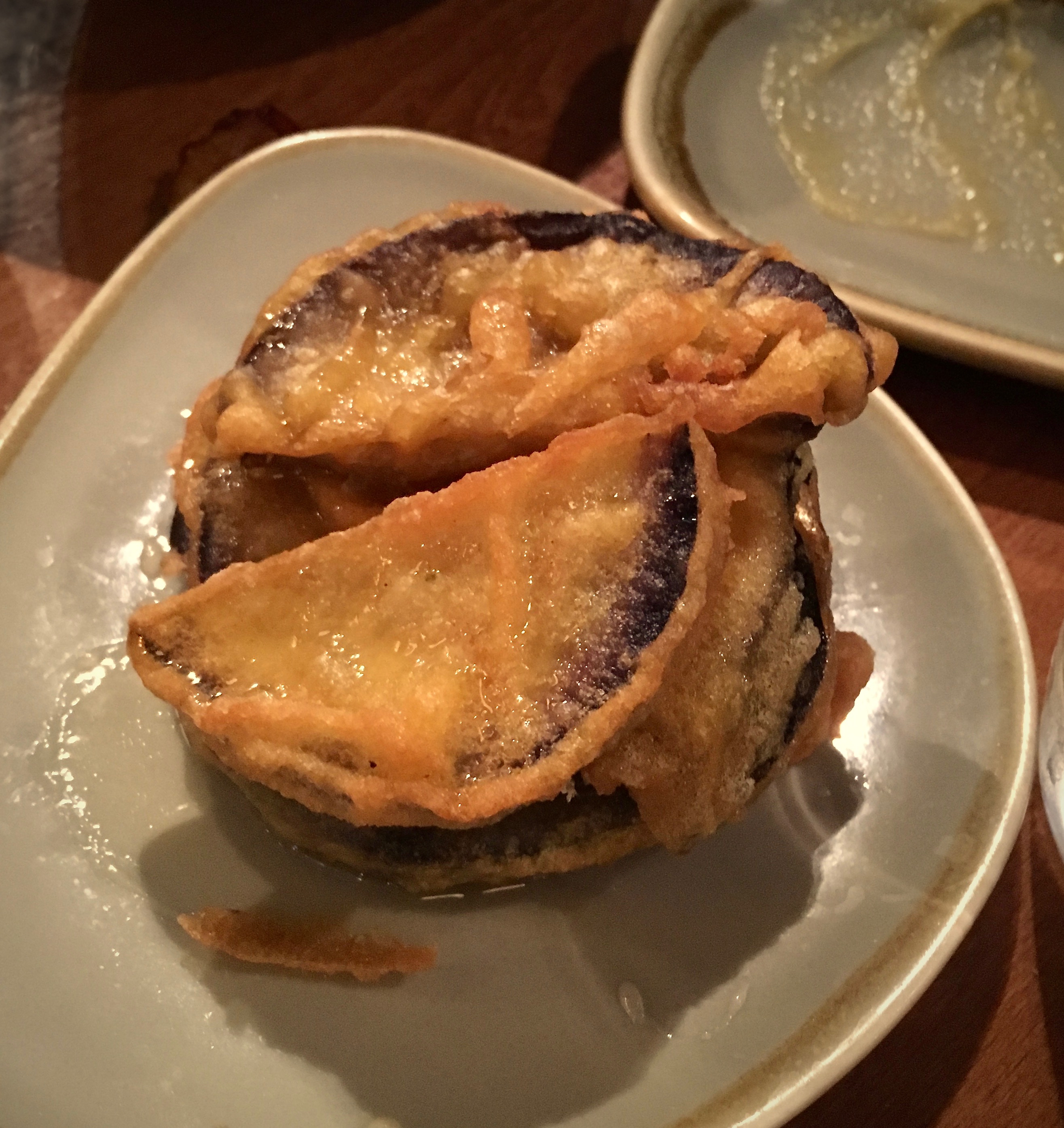
Berenjenas con miel, chips d'aubergines au miel.

L'aubergine frite est présente dans les plats de nombreuses cuisines différentes.

## Variétés régionales

### Espagne
Dans la cuisine espagnole, ce plat prend la forme d'une tapa,. Dans la province de Cordoue, il est généralement préparé avec du miel.

### Turquie

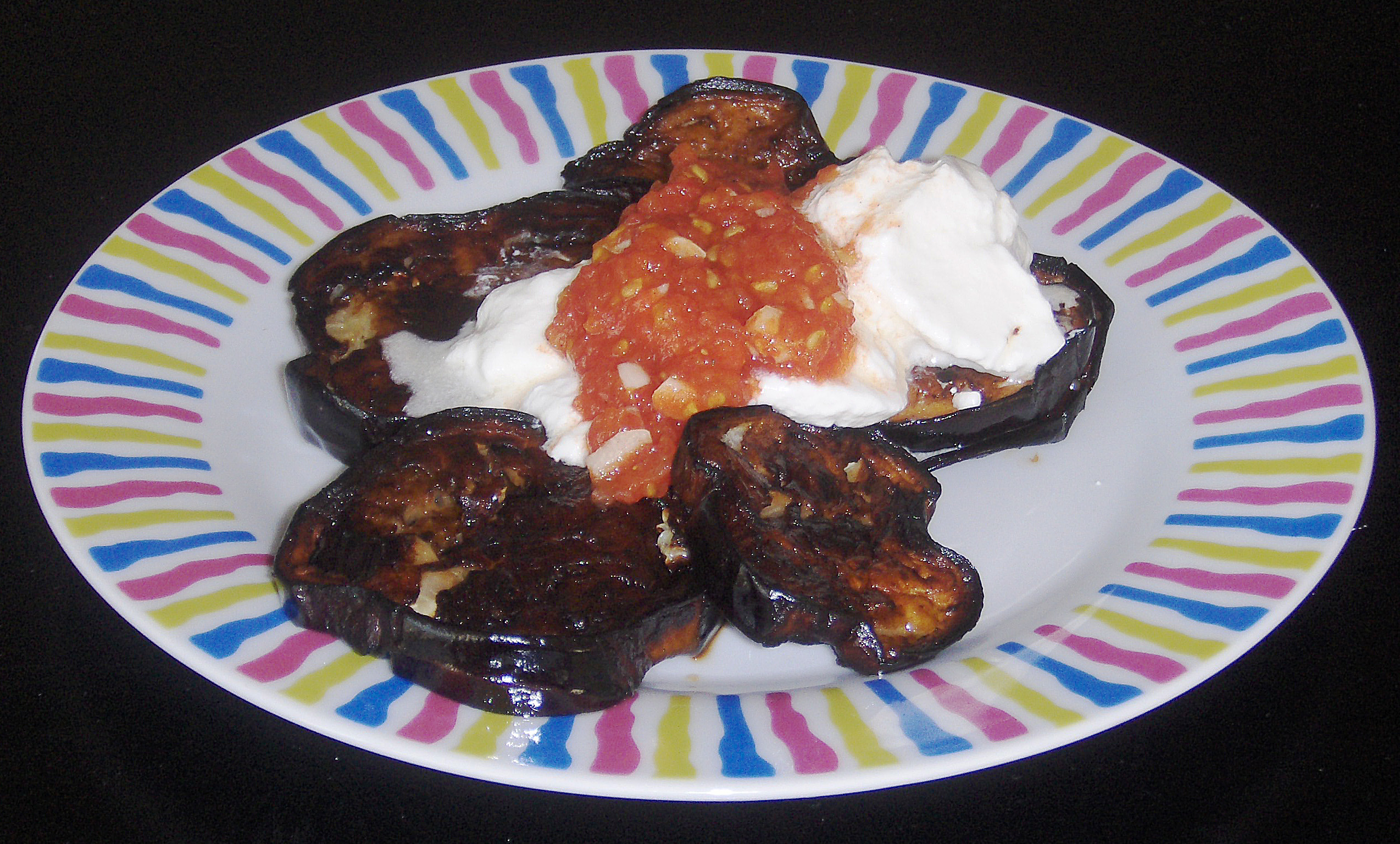
Aubergines frites au yaourt comme on en trouve dans la cuisine turque.

L'aubergine frite (turc : Patlıcan kızartma ou turc : Patlıcan kızartması, ) se retrouve dans la cuisine turque. C'est un plat si courant pendant les mois d'été que cette saison était autrefois appelée patlıcan kızartma ayları (mois de l'aubergines frites) dans l'Istanbul ottoman, où cette friture populaire a provoqué d'énormes incendies et détruit des Mahallah (en) entiers en raison de l'abondance de vieilles maisons en bois,. Le plat est généralement consommé avec un yaourt à l'ail ou une sauce tomate.

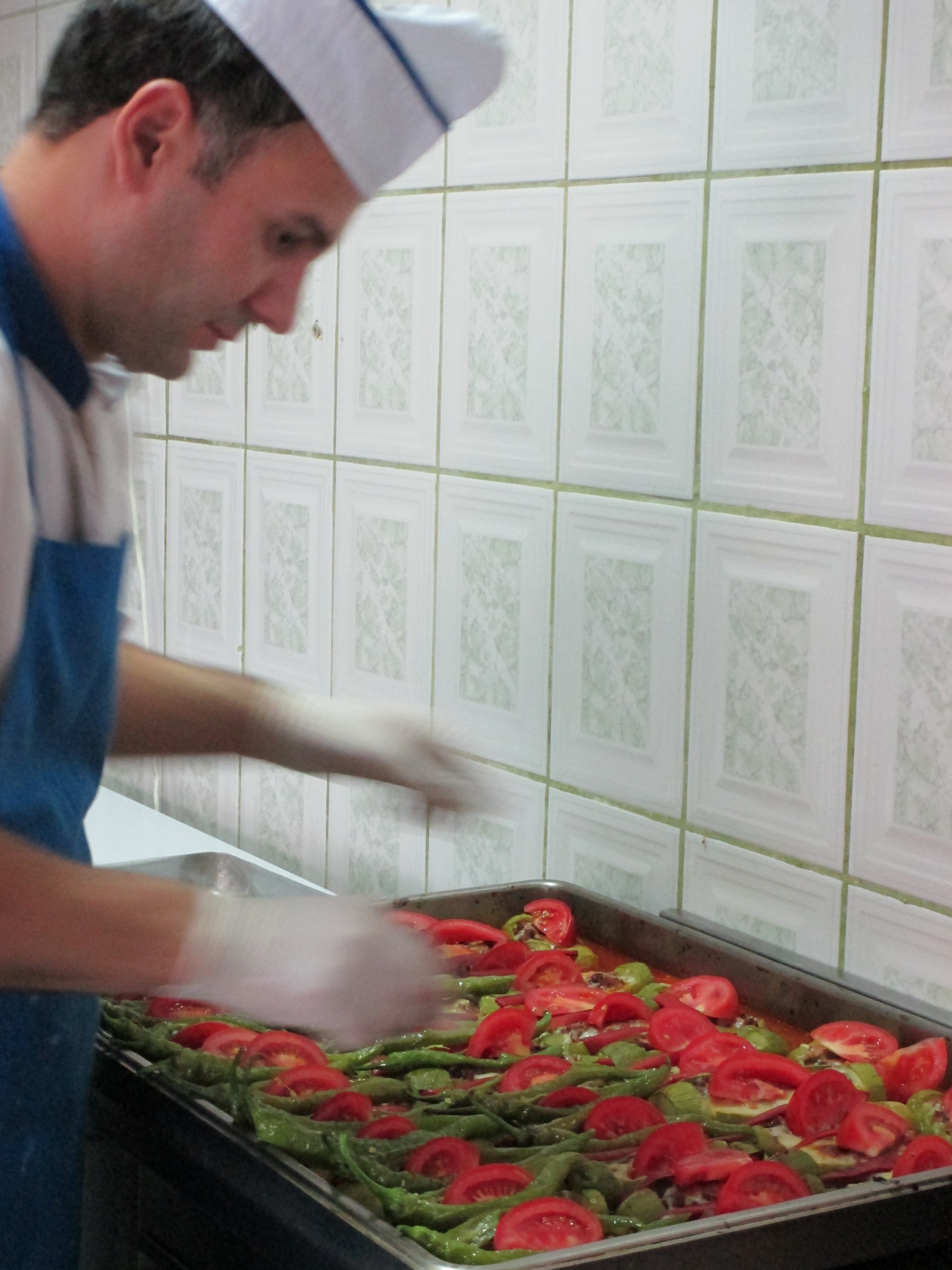
Patlıcan kızartma en cours de préparation pour le service dans un plateau kızartma karışık (mixte)

### Italie
Dans le sud de l'Italie, notamment en Campanie, les aubergines sont coupées en petits morceaux puis frites. Les melanzane a funghetto existent en deux versions : avec ou sans tomates. Une autre recette à base d'aubergines frites est la parmigiana di melanzane, célèbre dans tout le sud du pays.

### Moyen-Orient
Dans les cuisines arabe et israélienne, l'aubergine frite est généralement servie avec du tahini. En Israël, elle entre dans la composition du sabich, un sandwich populaire composé d'aubergines frites et d'œufs durs dans un pain pita.

### Asie du Sud

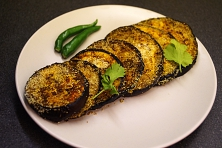
Aubergines frites aux épices indiennes

En Inde, l'aubergine frite est également appelée brinjal phodi ou vangyache kaap en konkani. Préparée à partir de tranches d'aubergine frites, cette recette est typiquement konkani et maharashtra, très proche du been bhaja de la cuisine bengali.